# Georgische Basketballnationalmannschaft
Die georgische Basketballnationalmannschaft der Herren (georgisch საქართველოს ეროვნული საკალათბურთო ნაკრები) repräsentiert Georgien bei internationalen Basketball-Länderspielen.

## Geschichte
Die georgische Basketballnationalmannschaft wurde nach dem Zerfall der Sowjetunion 1992 gegründet. Im Unterschied zur russischen Nationalmannschaft, die die direkte Nachfolge der erfolgreichen sowjetischen Auswahl antreten durfte, musste sich die georgische Auswahl zunächst über Vorrunden für die Teilnahme an Endrundenturnieren qualifizieren. Dies gelang nicht und man rutschte in die sogenannte Division B der Nationalmannschaften im Kontinentalverband FIBA Europa ab.
Durch Einbürgerung verschiedener, insbesondere US-amerikanischer Spieler, die damit unter weniger strenge Ausländerbeschränkungen für Spieler europäischer Herkunft in südeuropäischen Ligen fielen, gewann man einen stetigen Zugewinn an talentierten Spielern. Von den naturalisierten Spielern war jedoch nach den Regeln der FIBA immer nur ein Spieler einsatzberechtigt. In Verbindung mit einem talentierten Nachwuchs, von dem Sasa Patschulia und Nikolos Zkitischwili selbst den Sprung in die am höchsten dotierte US-Profiliga NBA schafften, konnte man 2009 mit dem eingebürgerten Tyrone Ellis, der von seinem ehemaligen Vereinstrainer Gordon Herbert „angeworben“ wurde, die Europameisterschaft der Division B gewinnen und den Aufstieg in die Division A erreichen.
Anschließend gelang die direkte Qualifikation für die Endrunde der Basketball-Europameisterschaft 2011. Nach zwei Siegen über Belgien und die Ukraine gelang in der Zwischenrunde jedoch kein Sieg mehr und man rangierte am Ende auf dem zwölften Platz, der nicht für die Qualifikation für die Olympischen Spiele 2012 reichte. 
In der Qualifikation für die EM-Endrunde 2013 verpasste man nach einer Heimniederlage gegen Bosnien und Herzegowina nur knapp den Gruppensieg, war aber trotzdem für die Endrunde der 24 Teilnehmermannschaften qualifiziert. Bei der Europameisterschaft 2015 verlor man im Achtelfinale gegen den Mitfavoriten aus Litauen nur knapp mit 81:85. An der Europameisterschaft 2017 nahm Georgien ebenfalls teil.
Im Februar 2023 konnte sich Georgien das erste Mal für die Teilnahme an einer Endrunde der Basketball-Weltmeisterschaft qualifizieren. Sie setzten sich dabei im letzten Spiel der Qualifikationsrunde im direkten Vergleich gegen Island durch.

### Bekannte Spieler
Bekannte Spieler, die in der jüngeren Vergangenheit in der Nationalmannschaft spielten, sind:
- Wladimer Stepania (* 1976)
- Wladimer Boisa (* 1981)
- Wiktor Sanikidse (* 1986)

### Naturalisierte Spieler
| - Shammond Williams (* 1975) - Tyrone Ellis (* 1977) - Quinton Hosley (* 1984) - Jeremy Richardson (* 1984) - Ricky Hickman (* 1985) - Ben Woodside (* 1985) | - Taurean Green (* 1986) - Marquez Haynes (* 1986) - Luke Zeller (* 1987) - Corey Fisher (* 1988) - Jacob Pullen (* 1989) - Michael Dixon (* 1990) |

## Abschneiden bei internationalen Turnieren

### Olympische Sommerspiele
- bisher nicht qualifiziert

### Weltmeisterschaften
- 2023: – 16. Platz[3]

### Europameisterschafts-Endrunden
| - 1993 bis 2009 – nicht qualifiziert - 2011 – 12. Platz - 2013 – 17. Platz - 2015 – 15. Platz - 2017 – 17. Platz - 2022 – 21. Platz |